# 1871年6月18日日食
1871年6月18日日食为一次在协调世界时1871年6月18日出現的日環食。該次日食食分為0.9481，食甚維持7分14秒。

## 概述
這次日食的食分是0.9481，環食維持7分14秒。

## 基本參數
- 類型：日環食
- 食甚資料：
  - 日期：1871年6月18日
  - 時間：2時35分2秒
  - 地點：3S 145E
  - 食分：0.9481
  - 日環食持續時間：7分14秒

## 外部連結
- NASA日食專頁（页面存档备份，存于）（英文）